# HD 76653
HD 76653 är en ensam stjärna belägen i den mellersta delen av stjärnbilden Seglet. Den har en skenbar magnitud av ca 5,71 och är svagt synlig för blotta ögat där ljusföroreningar ej förekommer. Baserat på parallax enligt Gaia Data Release 2 på ca 41,2 mas, beräknas den befinna sig på ett avstånd på ca 79 ljusår (ca 24 parsek) från solen. Den rör sig närmare solen med en heliocentrisk radialhastighet på ca -6 km/s. Stjärnan har med 96 procent sannolikhet gemensam egenrörelse med den närliggande Delta Velorum. De två har en uppskattad fysisk separation på 2,2 ljusår men liknande egenrörelser. Båda ingår sannolikt i Ursa Major-föreningen.

## Egenskaper
HD 76653 är en gul till vit stjärna i huvudserien av spektralklass F6 V. Den har en massa som är ca 1,2 solmassor, en radie som är ca 1,4 solradier och har ca 2,7 gånger solens utstrålning av energi från dess fotosfär vid en effektiv temperatur av ca 6 300 K.
Pace (2013) uppskattar HD 76653 till att vara 770 miljoner år gammal, medan Fuhrmann och Chini (2012 ) daterar den till en ålder av ca 2 miljarder år. Stjärnan är dock en källa till röntgenstrålning med en styrka på 214,3 × 1027 erg/s, vilket är ovanligt högt för den äldre uppskattningen.
HD 76653 visar ett överskott av infraröd strålning som tyder på närvaro av en omgivande stoftskiva. Överskottet upptäcktes med Spitzer Space Telescope både av IRS-instrumentet vid 30−34 μm och svagt av MIPS vid 70 μm. Stoftet har en temperatur på 73−77 K och kretsar kring värdstjärnan på ett genomsnittligt avstånd av 16−18 AE.